# Christos Ardizoglou
Christos Ardizoglou (řecky Χρήστος Αρδίζογλου; * 25. května 1953 Jeruzalém) je bývalý řecký fotbalový útočník či záložník a reprezentant.
Účastník EURA 1980 v Itálii. S AEK Atény získal dvakrát ligový titul (1978, 1979) i prvenství v domácím poháru (1978, 1983).

## Klubová kariéra
- Apollon Smyrnis 1971–1974
- AEK Atény 1974–1985
- Apollon Smyrnis 1985–1986

## Reprezentační kariéra
Reprezentoval Řecko. V A-týmu debutoval 24. 9. 1975 v zápase v Soluni proti Rumunsku (remíza 1:1). Celkem odehrál v letech 1975–1984 za řecký národní tým 43 zápasů a vstřelil 2 góly.
Zúčastnil se EURA 1980 v Itálii, kam se Řekové poprvé probojovali a kde vypadli již v základní skupině A.